# هايلبرون
هايلبرون بالألمانية (Heilbronn) مدينة ألمانية تقع في شمال ولاية بادن-فورتمبيرغ وهي سادس مدينة من حيث المساحة في الولاية.
يبلغ عدد سكانها حوالي 120000 نسمة وتصنف كأحد المدن التسعة المستقلة إداريًا في الولاية.
المدينة مركز صناعي مهم وتشتهر عالمياً في مجال صناعة آلات صياغة وتصنيع المجوهرات. تقع المدينة على نهر نكار.

## توأمة
لهايلبرون اتفاقيات توأمة مع كل من:
- سولوتورن (1981 - )
- فرانكفورت (1988 - )
- بيزييه (1965 - )
- مقاطعة ناحية نيث بورت طالبوت [الإنجليزية]‏ (1966 - 1 فبراير 2015)
- سلوبيش منذ (1998 - )

## أعلام
- ألبرت فراي
- يوليوس ماير
- كريستوف ليمان
- فيلهلم مايباخ
- إرنست فوكس
- سبيل كيكيلي
- أدولف فون راوش
- كارل هاينرش ثيودور كنور
- توميسلاف ماريتش
- أندريه سيويرين